# Finesse (Bruno Mars)
Finesse è un singolo del cantautore statunitense Bruno Mars, pubblicato il 4 gennaio 2018 come quinto estratto dal terzo album in studio 24K Magic.
Il brano vede la partecipazione della rapper statunitense Cardi B.

## Antefatti e descrizione
Voci di una collaborazione tra i due artisti erano iniziate il 24 dicembre 2017 su Twitter.
Finesse è stato scritto da Mars insieme a Philip Lawrence, Christopher Brody Brown, James Fauntleroy, Johnathan Yip, Ray Romulus, Jeremy Reeves e Ray McCullough II. La produzione è stata affidata ai primi tre, con l'alias Shampoo Press & Curl, insieme agli ultimi quattro, in arte i Stereotypes. Mars, Lawrence, Brown e Fauntleroy si sono occupati dei cori. La registrazione è stata eseguita e progettata da Charles Moniz con ulteriore assistenza da Jacob Dennis presso i Glenwood Place Studios a Burbank, in California. È stata mixato ai MixStar Studios di Virginia Beach da Șerban Ghenea, con John Hanes come tecnico di missaggio.

## Descrizione
Finesse appartiene ai generi R&B, hip hop soul e new jack swing. I critici l'hanno paragonato a Poison dei Bell Biv DeVoe del 1990 e a Remember the Time di Michael Jackson del 1992. Hanno anche trovato somiglianza tra la strofa della rapper a quella dei Run DMC nella canzone degli Aerosmith Walk This Way.

## Promozione
Finesse è stata eseguita dal vivo da Mars nell'Apollo Theater insieme al resto di 24k Magic per il suo speciale per CBS intitolato "Bruno Mars: 24k Magic Live at the Apollo", che è stato trasmesso il 29 novembre 2017. Mars e Cardi B si sono esibiti con il remix della canzone ai Grammy Awards 2018. Agli iHeartRadio Music Awards 2018, Cardi ha incluso il singolo in un medley delle sue canzoni. Ai Billboard Music Award 2018, Kelly Clarkson l'ha inserito in un medley delle hit della Billboard Hot 100.
Finesse è stata la canzone d'apertura del 24K Magic World Tour.

## Video musicale
Il video musicale è stato girato il 2 gennaio 2018 e reso disponibile due giorni dopo tramite il canale YouTube di Mars. È stato diretto da Mars e Florent Dechard e prodotto dalla Media Magik Entertainment. Il video omaggia la sigla della serie televisiva In Living Color, che è stata trasmessa su Fox dal 1990 al 1994. Nei primi due giorni in cui di disponibilità, ha accumulato 13 milioni di visualizzazioni. Nel video sono presenti Phil Tayag, Danielle Polanco, Bianca Brewton, TJ Lewis e Ysabelle Capitulé come ballerini e DJ Rashida.
Il video musicale ha ricevuto quattro candidature ai MTV Video Music Awards 2017, per Video dell'anno, Miglior collaborazione, Miglior coreografia e Miglior montaggio.

## Tracce
Download digitale
1. Finesse (Remix) (feat. Cardi B) – 3:37

Download digitale – Remixes
1. Finesse (James Hype Remix) (feat. Cardi B) – 3:55
2. Finesse (Pink Panda Remix) (feat. Cardi B) – 2:28

12"
- Lato A

1. Finesse (Remix) (feat. Cardi B)

- Lato B

1. Finesse

## In altri media
La canzone è stata usata nel quarto episodio della serie televisiva 9-1-1. È stata anche inserita nel sedicesimo episodio della seconda stagione di Star.

## Successo commerciale

### Stati Uniti d'America
In seguito all'uscita della versione remix del brano con Cardi B, Finesse ha debuttato alla 35ª posizione della Billboard Hot 100 nella pubblicazione del 13 gennaio 2018. In un solo giorno di vendite, è risultato il 13º brano più scaricato con 30 000 vendite digitali, ha accumulato 8.9 milioni di riproduzioni in streaming e ha ricevuto 26 milioni di audience radiofonica, debuttando così alla numero 49 della classifica apposita. Dopo la sua prima settimana completa di conteggio, la canzone è alla 3ª posizione nella classifica statunitense, diventando la quindicesima top ten di Mars e la quarta di Cardi. In tale settimana, ha raggiunto la 2ª posizione nella Digital Songs con 87 000 vendite e ha esordito in vetta alla Streaming Songs, grazie a 38,3 milioni di stream. Nella stessa settimana, il brano è salito fino alla 12ª posizione nella classifica radiofonica con 52 milioni di audience. Mars è diventato il secondo artista maschile nella storia della classifica, dopo Lionel Richie, e il sesto in assoluto, ad ottenere tre top ten provenienti da ciascuno dei primi tre album in studio. Cardi è diventata invece la prima artista femminile a mantenere tre posizioni tra le prime dieci per tre settimane consecutive. Ha mantenuto questa posizione per otto settimane non consecutive.
Finesse ha permesso a Mars di superare The Weeknd e diventare il terzo artista ad avere più numero uno nella Rhythmic Songs negli anni 2010. Nella Radio Songs ha raggiunto la vetta, diventando l'ottava numero uno di Mars nella classifica radiofonica e facendo diventare l'interprete l'artista maschile ad averne di più nella storia della classifica radiofonica. Mars ha ottenuto, con Finesse, la sua quinta numero uno nella Pop Songs, diventando l'artista solista maschile ad averne di più e anche in generale, eguagliando i Maroon 5 e Pink.

### Regno Unito
Nel Regno Unito, Finesse ha debuttato alla 7ª posizione della Official Singles Chart con 24 443 unità di vendita, diventando l'undicesima top ten del cantautore e la prima della rapper. La settimana successiva, è salita alla 5ª posizione grazie a 25 967 vendite, eguagliando 24k Magic come la canzone ad aver raggiunto un picco più alto in tale classifica proveniente dall'album omonimo. È rimasta sei settimane consecutive nella top ten.

## Classifiche

### Classifiche settimanali
| Classifica (2018-24) | Posizione massima |
| -------------------- | ----------------- |
| Australia            | 6                 |
| Austria              | 30                |
| Belgio (Fiandre)     | 8                 |
| Belgio (Vallonia)    | 8                 |
| Canada               | 3                 |
| Croazia              | 1                 |
| Danimarca            | 14                |
| Estonia              | 14                |
| Francia              | 48                |
| Germania             | 31                |
| Grecia               | 7                 |
| Irlanda              | 5                 |
| Islanda              | 4                 |
| Italia               | 62                |
| Lettonia             | 16                |
| Libano               | 13                |
| Malaysia             | 12                |
| Norvegia             | 24                |
| Nuova Zelanda        | 2                 |
| Paesi Bassi          | 9                 |
| Portogallo           | 8                 |
| Regno Unito          | 5                 |
| Repubblica Ceca      | 34                |
| Singapore            | 20                |
| Slovacchia           | 31                |
| Spagna               | 47                |
| Stati Uniti          | 3                 |
| Svezia               | 14                |
| Svizzera             | 29                |
| Ungheria             | 11                |

### Classifiche di fine anno
| Classifica (2018) | Posizione |
| ----------------- | --------- |
| Australia         | 62        |
| Belgio (Fiandre)  | 26        |
| Belgio (Vallonia) | 51        |
| Canada            | 22        |
| Croazia           | 19        |
| Danimarca         | 73        |
| Francia           | 185       |
| Islanda           | 8         |
| Nuova Zelanda     | 18        |
| Paesi Bassi       | 61        |
| Regno Unito       | 57        |
| Stati Uniti       | 14        |
| Ungheria          | 86        |